# Liste des capitaines de Pontorson
Capitaines de Pontorson.
La place-forte de Pontorson fut édifiée en 1031 par le duc de Normandie Robert le magnifique pour défendre le passage du Couesnon contre les incursions bretonnes. Elle conservera ensuite sa position stratégique pendant tout le Moyen Âge.

## Période anglo-normande (1066-1204)
En 1135 Henri Ier d'Angleterre fait construire un nouveau château sur les bords du Couesnon.
- Avant 1162 : Bertram de Verdun, sherif de Warwick et de Leicester[1]

- Vers 1162 : Aquilin des Fours, (originaire de Fours-en-Vexin ?) destitué par Henri II en raison de ses pillages et exactions dans l'Avranchin[2],[3].

- 1162-1172 : Robert de Thorigny, abbé du Mont-Saint-Michel[2].

- 1172-1204 : Guillaume du Hommet, connétable de Normandie[4].

## Période bretonne (1204-1223)
- 1204-1212 : Alain Ier d'Avaugour[2], seigneur de Goëlo et de Penthièvre.

- 1212-1220 : Juhel III de Mayenne[2], tuteur des enfants du précédent.

- 1220-1223 : Henri II d'Avaugour, fils d'Alain Ier. En 1223, il donne le gouvernement militaire de Pontorson au roi de France, en échange de biens près de Fontainebleau.

## Période française (1223-1419)
Le titre de capitaine de Pontorson est ensuite attribué par les rois de France aux officiers de la Couronne.
- v.1352- v.1355 : Arnoul d'Audrehem, maréchal de France et lieutenant du roi en Normandie. Il laisse la garde de la place-forte de Pontorson à ses lieutenants :
  - 1352 : Robert de Houdetot, grand-maitre des arbaletriers du roi et sénéchal d'Agenais.
  - 1354 : Jean de la Heuse, dit de Beaudran.
- 1355-1356 : Jean Paisnel, chevalier, sire de Marcey de la fin de 1355 au commencement de 1356
- v.1356-1361 : Pierre de Villiers (?-1386), capitaine de Pontorson et de Saint-James  de 1er août 1356 au 5 mars 1357[5].

- 1361-1380 : Bertrand Du Guesclin, connétable de France.

- 1380-1407 : Olivier de Clisson, connétable de France.

## Occupation anglaise (1418-1450)
- 1419-1426 : William de la Pole, comte de Suffolk.

- 1426-1427 : Pierre de Rostrenen, nommé capitaine de Pontorson par le connétable Arthur de Richemont lors de la reprise éphémère de la ville par les Français.

- 1427- v.1449 : Thomas de Scales

## Période française et guerres de religion
- v.1495-1501 : René Bourré, fils de Jean Bourré, argentier de Louis XI.
- 1527-1533 : Louis des Barres, seigneur de Neuvy et Bannegon, maître d'hôtel du roi[6]

- 1562-1574 : Gabriel Ier de Montgommery ?

- 1591-1621 : Gabriel II de Montgommery, seigneur de Ducey.